# Carlyle Tapsell
Carlyle Carrol Tapsell (Adra, 24 luglio 1909 – 6 settembre 1975) è stato un hockeista su prato indiano.

## Palmarès

### Olimpiadi
- Oro a Los Angeles 1932 nell'hockey su prato.
- Oro a Berlino 1936 nell'hockey su prato.